# Динжи ан Вош
Динжи ан Вош (фр. Dingy-en-Vuache) насеље је и општина у источној Француској у региону Рона-Алпи, у департману Горња Савоја која припада префектури Сен Жилијен ан Женвоа.
По подацима из 2011. године у општини је живело 644 становника, а густина насељености је износила 89,69 становника/km². Општина се простире на површини од 7,18 km². Налази се на средњој надморској висини од 615 метара (максималној 1.002 m, а минималној 510 m).

## Демографија
| 1962. | 1968. | 1975. | 1982. | 1990. | 1999. | 2011. |
| ----- | ----- | ----- | ----- | ----- | ----- | ----- |
| 220   | 226   | 250   | 256   | 336   | 395   | 644   |

График промене броја становника у току последњих година